# بسکتبال با ویلچر در پارالمپیک تابستانی ۲۰۲۰ – مسابقات مردان
رویداد مردان در پارالمپیک تابستانی ۲۰۲۰ در توکیو، در ۲۵ اوت شروع و در ۵ سپتامبر ۲۰۲۱ به پایان می‌رسد. بازی‌های مقدماتی در ورزشگاه ماساشینو فورست و فینال در آریاکه آرنا برگزار خواهند شد. این چهاردهمین دوره مسابقات از زمان آغاز مسابقات در پارالمپیک تابستانی ۱۹۶۸ در تل آویو است.
۱۲ تیم در دو گروه ۶ تیمی تقسیم می‌شوند که سه تیم اول هر گروه به مرحله حذفی راه پیدا می‌کنند. از این مرحله به بعد مسابقات با قالب حذفی تا فینال ادامه پیدا می‌کند.

## تقویم مسابقات
| G | مرحله گروهی | ¼ | یک‌چهارم نهایی | ½ | نیمه‌نهایی | B | مسابقه برای مدال برنز | F | فینال |

| تاریخرویداد | چهارشنبه ۲۵ اوت | پنجشنبه ۲۶ اوت | جمعه ۲۷ اوت | شنبه ۲۸ اوت | یکشنبه ۲۹ اوت | دوشنبه ۳۰ اوت | سه شنبه ۳۱ اوت | چهارشنبه ۱ سپتامبر | پنجشنبه ۲ سپتامبر | جمعه ۳ سپتامبر | شنبه ۴ سپتامبر | شنبه ۴ سپتامبر | یکشنبه ۵ سپتامبر | یکشنبه ۵ سپتامبر |
| ----------- | --------------- | -------------- | ----------- | ----------- | ------------- | ------------- | -------------- | ------------------ | ----------------- | -------------- | -------------- | -------------- | ---------------- | ---------------- |
| مردان       | G               | G              | G           | G           | G             | G             |                | 1/4                |                   | 1/2            |                |                | B                | F                |

## انتخابی
| نحوه کسب سهمیه                            | تاریخ                     | مکان       | تعداد | راه یافته                                                        |
| ----------------------------------------- | ------------------------- | ---------- | ----- | ---------------------------------------------------------------- |
| کشور میزبان                               | —                         | —          | ۱     | ژاپن (JPN)                                                       |
| بازی‌های پاراپان امریکن ۲۰۱۹               | ۲۳ اوت – ۱ سپتامبر ۲۰۱۹   | لیما       | ۳     | ایالات متحده آمریکا (USA) · کانادا (CAN) · کلمبیا (COL)          |
| قهرمانی بسکتبال با ویلچر مردان اروپا ۲۰۱۹ | ۲۸ اوت – ۹ سپتامبر ۲۰۱۹   | واوب ژیخ   | ۴     | آلمان (GER) · بریتانیای کبیر (GBR) · اسپانیا (ESP) · ترکیه (TUR) |
| قهرمانی آسیا/اقیانوسیه ۲۰۱۹               | ۲۹ نوامبر – ۷ دسامبر ۲۰۱۹ | پاتایا     | ۳     | استرالیا (AUS) · ایران (IRI) · کره جنوبی (KOR)                   |
| قهرمانی آفریقا ۲۰۲۰                       | ۱–۷ مارس ۲۰۲۰             | ژوهانسبورگ | ۱     | الجزایر (ALG)                                                    |
| مجموع                                     |                           |            | ۱۲    |                                                                  |

## مرحله گروهی

### گروه A
| رتبه | تیم       | بازی | برد | باخت | اب  | اا  | ت‌ا  | درصد برد | امتیاز | صلاحیت        |
| ---- | --------- | ---- | --- | ---- | --- | --- | --- | -------- | ------ | ------------- |
| ۱    | اسپانیا   | ۵    | ۵   | ۰    | ۳۷۵ | ۲۷۲ | ۱۰۳ | ۱۰۰.۰    | ۱۰     | یک‌چهارم نهایی |
| ۲    | ژاپن (H)  | ۵    | ۴   | ۱    | ۳۱۲ | ۲۹۸ | ۱۴  | ۸۰.۰     | ۹      | یک‌چهارم نهایی |
| ۳    | ترکیه     | ۵    | ۳   | ۲    | ۳۵۳ | ۳۲۷ | ۲۶  | ۶۰.۰     | ۸      | یک‌چهارم نهایی |
| ۴    | کانادا    | ۵    | ۲   | ۳    | ۳۰۷ | ۳۳۳ | ۲۶- | ۴۰.۰     | ۷      |               |
| ۵    | کرهٔ جنوبی | ۵    | ۱   | ۴    | ۳۰۵ | ۳۳۲ | ۲۷- | ۲۰.۰     | ۶      |               |
| ۶    | کلمبیا    | ۵    | ۰   | ۵    | ۲۵۶ | ۳۴۶ | ۹۰- | ۰.۰      | ۵      |               |

(H): میزبان

### گروه B
| رتبه | تیم                 | بازی | برد | باخت | اب  | اا  | ت‌ا   | درصد برد | امتیاز | صلاحیت        |
| ---- | ------------------- | ---- | --- | ---- | --- | --- | ---- | -------- | ------ | ------------- |
| ۱    | بریتانیای کبیر      | ۵    | ۴   | ۱    | ۳۳۲ | ۳۰۳ | ۲۹   | ۸۰.۰     | ۹      | یک‌چهارم نهایی |
| ۲    | استرالیا            | ۵    | ۳   | ۲    | ۳۳۵ | ۲۶۵ | ۷۰   | ۶۰.۰     | ۸      | یک‌چهارم نهایی |
| ۳    | آلمان               | ۵    | ۳   | ۲    | ۳۰۶ | ۲۸۴ | ۲۲   | ۶۰.۰     | ۸      | یک‌چهارم نهایی |
| ۴    | ایالات متحده آمریکا | ۴    | ۳   | ۱    | ۲۵۲ | ۱۹۸ | ۵۴   | ۷۵.۰     | ۷      |               |
| ۵    | ایران               | ۵    | ۱   | ۴    | ۲۷۱ | ۳۱۸ | ۴۷-  | ۲۰.۰     | ۶      |               |
| ۶    | الجزایر             | ۴    | ۰   | ۴    | ۱۷۷ | ۳۰۵ | ۱۲۸- | ۰.۰      | ۴      |               |

## رده‌بندی نهایی
| رتبه | تیم |
| ---- | --- |
| 1    |     |
| 2    |     |
| 3    |     |
| ۴    |     |
| ۵    |     |
| ۶    |     |
| ۷    |     |
| ۸    |     |